# Dallas Comegys
Dallas Alonzo Comegys (Filadelfia, Pensilvania; 17 de agosto de 1964) es un exjugador de baloncesto estadounidense que disputó 2 temporadas en la NBA, jugando posteriormente en diversas ligas europeas y estadounidenses. Con 2,05 metros de estatura, jugaba en la posición de ala-pívot.

## Trayectoria deportiva

### Universidad
Tras haber disputado en 1983 el McDonald's All-American Team, el partido que reúne a los mejores jugadores de instituto del país, jugó durante cuatro temporadas con los Blue Demons de la Universidad DePaul, en las que promedió 17,5 puntos y 7,5 rebotes por partido. En 1987 fue incluido en el tercer equipo All-American.

### Profesional
Fue elegido en la vigésimo primera posición del Draft de la NBA de 1987 por Atlanta Hawks, pero fue inmediatamente traspasado a New Jersey Nets a cambio de una futura segunda ronda del draft. Allí fue titular en 17 de los 75 partidos que disputó, promediando 5,6 puntos y 2,9 rebotes por partido. En el verano de 1988 fue traspasado a San Antonio Spurs a cambio de Walter Berry, donde siguió teniendo pocos minutos de juego, a pesar de lo cual mejoró sus estadísticas dejándonlas en 6,5 puntos y 3,5 rebotes por noche.
Tras verse con pocas posibilidades de triunfar en la NBA, decidió hacer las maletas y aceptar la oferta del Puleva Granada de la Liga ACB española, donde fue titular indiscutible, acabando el año con 20,9 puntos y 7,7 rebotes por partido. De ahí se iría al Dinamo Basket Sassari de la Serie A2 de la Liga Italiana, donde estaría un año antes de regresar a su país para jugar con los Philadelphia Spirit de la USBL durante dos temporadas. Regresó de nuevo a Italia para jugar dos temporadas, una en el Filodoro Bologna y la siguiente en el Comerson Siena. De ahí pasaría al Fenerbahçe de la Liga Turca, donde permanecería 3 temporadas, jugando posteriormente en el Maccabi Tel Aviv de la Liga israelí, donde ganaría el campeonato en su única temporada con los macabeos.
Ya con 37 años decidió prolongar su carrera deportiva durante 5 años más, jugando en la ABA 2000 y en la USBL, además de una temporada más en la liga turca.

## Estadísticas de su carrera en la NBA

### Temporada regular
| Temp.   | Edad | Equipo      | Liga | P   | TIT | MIN  | TC  | TCA | %TC  | 3P  | 3PA | %3P  | TL  | TLA | %TL  | R.OF. | R.DEF. | REB | ASIS | ROB | TAP | PER | FP  | PTS |
| 1987-88 | 23   | New Jersey  | NBA  | 75  | 17  | 15.0 | 2.1 | 4.8 | .430 | 0.0 | 0.0 | .000 | 1.4 | 2.0 | .707 | 0.7   | 2.2    | 2.9 | 0.9  | 0.5 | 0.9 | 1.5 | 2.3 | 5.6 |
| 1988-89 | 24   | San Antonio | NBA  | 67  | 10  | 16.7 | 2.5 | 5.1 | .487 | 0.0 | 0.0 | .000 | 1.6 | 2.4 | .658 | 1.7   | 1.8    | 3.5 | 0.4  | 0.6 | 0.9 | 1.3 | 2.4 | 6.5 |
| Total   |      |             | NBA  | 142 | 27  | 15.8 | 2.3 | 5.0 | .457 | 0.0 | 0.0 | .000 | 1.5 | 2.2 | .682 | 1.2   | 2.0    | 3.2 | 0.7  | 0.5 | 0.9 | 1.4 | 2.4 | 6.0 |